# 世界网网络
世界網網路（World Network），原名世界幣（Worldcoin），是一個利用虹膜識別生物辨識技術的加密貨幣專案，由總部位於舊金山和柏林的Tools for Humanity公司開發。該專案於2019年由OpenAI執行長山姆·奧特曼、麥克斯·諾文斯特恩（Max Novendstern）和亞歷克斯·布拉尼亞（Alex Blania）創立，已從風險投資公司安德里森·霍罗威茨（Andreessen Horowitz）和科斯拉風險投資（Khosla Ventures）以及里德·霍夫曼（Reid Hoffman）處累計獲得2.5億美元的資金。
世界幣的既定使命是提供一種可靠的方式來線上驗證人類身分，即其所謂的「世界ID」（World ID）。它試圖透過讓新用戶使用其球狀虹膜掃描儀掃描虹膜，以換取WLD加密貨幣代幣，從而吸引他們加入其網路。此舉已在多個國家引發了隱私擔憂。

## 歷史
世界幣專案由一家名為Tools for Humanity（TFH）的公司於2019年發起，創始人為山姆·奧特曼、麥克斯·諾文斯特恩和亞歷克斯·布拉尼亞。
2021年，該公司表示其代幣（WLD）旨在推動一個由網際網路經濟驅動的、更統一和公平的全球經濟。該代幣將是一種基於以太坊的第二層（Layer 2）加密貨幣，它利用以太坊區塊鏈的安全性，同時擁有自己的經濟體系。
2021年10月，該專案籌集了2500萬美元的初始資金。在六個月內，又籌集了1億美元，使該代幣的總估值達到30億美元。
2022年4月，一份來自《麻省理工科技評論》的報告引述了社群中指責世界幣「利用學生」和「針對低收入社群」的聲音，並得出結論：「在人們沒什麼錢且法律保護薄弱的地方，開展這類數據收集活動更便宜、也更容易。」
2023年5月，《TechCrunch》報導稱，駭客竊取了多位世界幣營運商個人裝置的登入憑證，其中包括他們的世界幣營運商應用程式憑證。然而，世界幣的發言人表示，由於營運商應用程式無法存取用戶個人資料，因此沒有用戶數據被洩露。
2023年5月，世界幣宣布再獲1.15億美元融資，用於投資機器人檢測、研發以及擴展世界幣專案和應用。據報導，在測試階段，世界幣已吸引了約200萬用戶。 到2023年7月，他們已從創投公司安德里森·霍罗威茨和科斯拉風險投資以及里德·霍夫曼處獲得了2.5億美元的融資。
世界幣於2023年7月24日結束測試階段正式上線， 在美國設有11個Orb站點，並計劃在20個國家的35個城市開展業務。 倫敦的用戶掃描虹膜後可獲得25個WLD代幣。 WLD代幣在多個加密貨幣交易所開始自由交易，但在美國除外。
2024年10月，世界幣更名為世界網路（World Network）。
截至2025年4月，山姆·奧特曼擔任Tools for Humanity的董事長，亞歷克斯·布拉尼亞為執行長。
2025年5月1日，世界幣在美國啟動運營，站點設於亞特蘭大、奧斯汀、洛杉磯、邁阿密、納什維爾和舊金山，以及Razer商店。它還宣布將與Visa合作推出一項簽帳金融卡專案。

## 設計

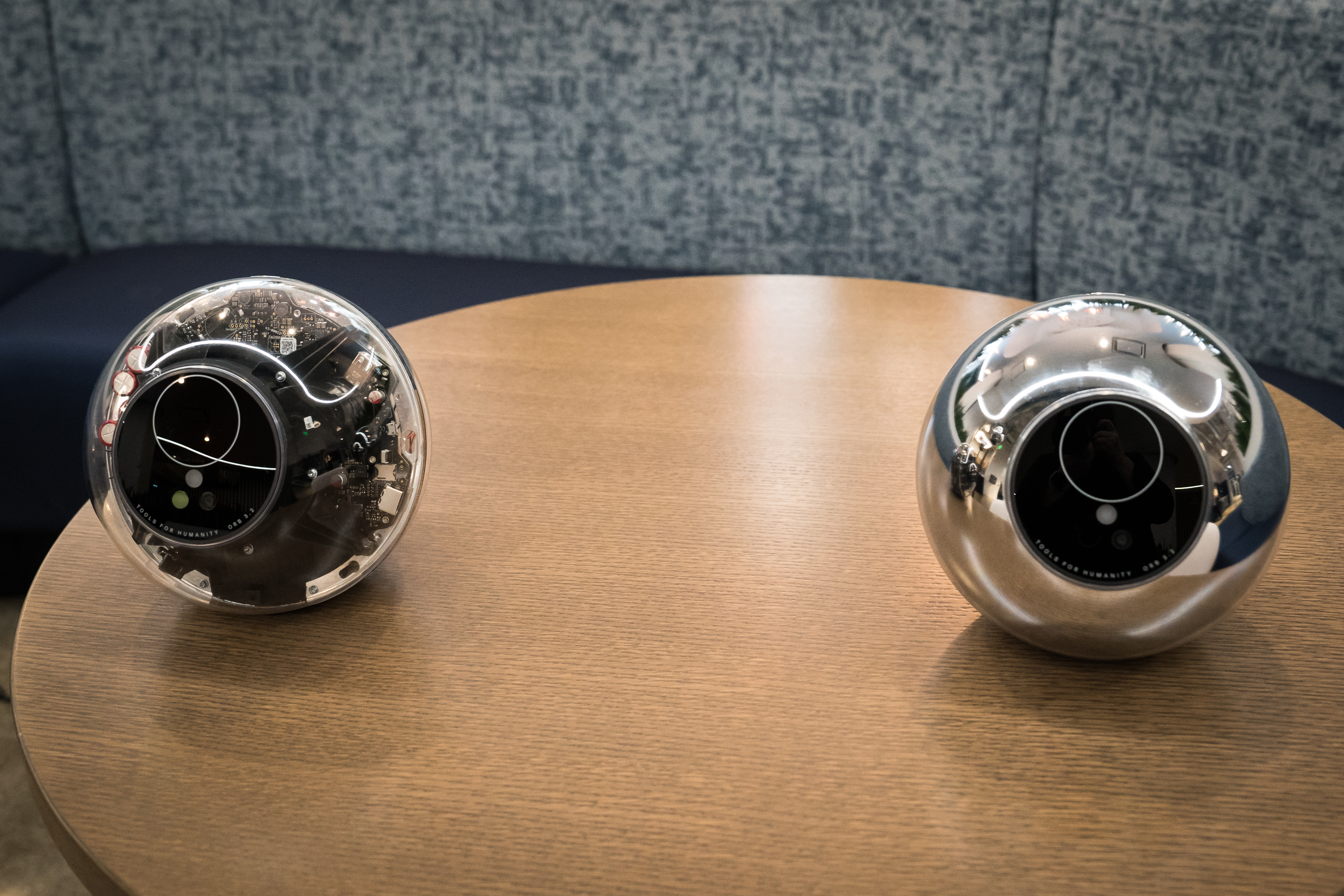
展示中的球狀虹膜掃描器

世界幣希望提供一種名為「世界ID」的可靠方式來線上驗證人類身分， 以對抗由人工智慧助長的機器人和虛假虛擬身分。世界幣試圖透過讓新用戶使用其球狀虹膜掃描儀掃描虹膜以換取一些WLD代幣來招募他們加入其網路。 為了取得WLD，用戶需要提供電子郵件地址或電話號碼，並使用Worldcoin應用程式。 世界幣聲稱其分發機制受到全民基本收入（UBI）討論的啟發。
所有WLD代幣的10%預留給世界幣投資者，另有10%預留給世界幣員工。 世界幣使用所謂的「營運商」來註冊新用戶。這些是獨立承包商，按註冊人數獲得以Tether穩定幣支付的報酬。

## 法律與監管問題
由於國家監管機構對隱私以及代幣可能被用於欺詐目的的擔憂，該貨幣尚未在許多國家正式推出。
2023年7月，法國國家資訊與自由委員會（CNIL）和英國資訊專員辦公室（ICO）的數據保護機構宣布，他們已就世界幣的隱私問題展開調查。此外，巴伐利亞和韓國的監管機構也宣布展開調查。
2023年8月，肯亞作為首批啟動世界幣的國家之一，以安全、隱私和金融擔憂為由，暫停了該國的註冊活動。 此前，肯亞數據保護專員辦公室曾命令世界幣停止收集個人資料，但該公司未予遵守。 世界幣也停止了在印度的線下驗證。 同年，世界幣在巴西和肯亞暫停了運營。
2024年1月下旬，香港個人資料私隱專員公署的代表對香港的六個世界幣辦事處執行了搜查令。其中一些辦事處曾被用於收集虹膜掃描數據。公署對該公司收集和處理虹膜掃描數據的行為可能違反《個人資料（私隱）條例》以及可能濫用個人資料的風險表示擔憂。 5月22日，公署經調查後裁定，世界幣透過收集參與專案者的面部及虹膜影像，違反了隱私條例。
2024年3月6日，西班牙資料保護局（AEPD）命令世界幣停止其「收集生物辨識資料」的活動，並「封鎖在西班牙境內收集的所有資料」。 該命令是根據《通用資料保護規範》第66條中的「緊急程序」下達的。世界幣曾向馬德里高等法院申請禁令，試圖阻止該命令生效，但未成功。
2024年3月26日，葡萄牙數據保護機構（CNPD）發布了類似的臨時命令，禁止其數據收集活動，原因包括用戶無法撤回同意、「向數據主體提供的資訊存在缺陷」以及收集未成年人數據等問題。
2025年5月，印尼通信和信息部在接到公眾對可疑活動的投訴後，暫時中止了該專案的運營。兩名當地營運商將因可能違反印尼電子系統法規而被傳喚，以澄清其運營情況。

## 外部連結
- 官方网站